# Операция «Длинный прыжок»
Опера́ция «Дли́нный прыжо́к» — кодовое название неудачного немецкого заговора, имевшего целью убийство «большой тройки» руководителей антигитлеровской коалиции — Иосифа Сталина, Уинстона Черчилля и Франклина Рузвельта — на Тегеранской конференции в 1943 году во время Второй мировой войны.
Операция была одобрена Адольфом Гитлером и возглавлялась Эрнстом Кальтенбруннером. Немецкая разведка узнала о времени и месте проведения конференции в середине октября 1943 года, расшифровав американский военно-морской код. Кальтенбруннер назначил Отто Скорцени руководителем миссии. Также был задействован немецкий агент Эльяс Базна (известный под кодовым именем «Цицерон»), который передал из Анкары (Турция) ключевую информацию о конференции.

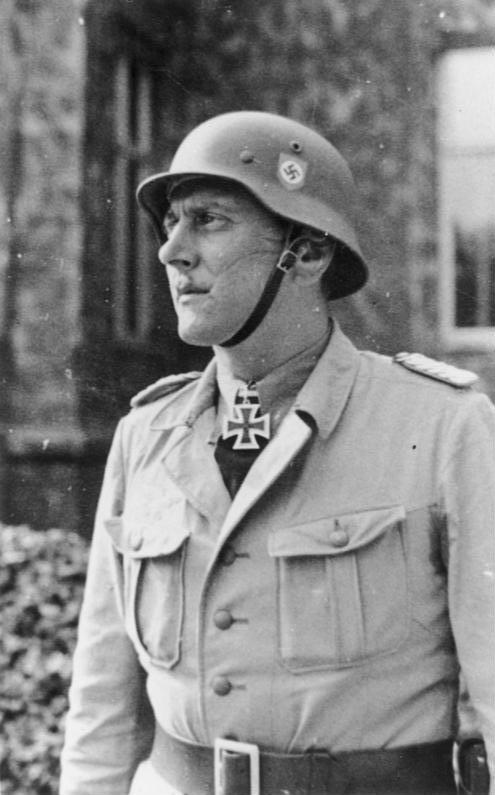
Скорцени в 1943 году

Однако советская разведка быстро раскрыла заговор. Первое предупреждение было получено от советского агента Николая Кузнецова. Выдавая себя за обер-лейтенанта вермахта Пауля Зиберта из оккупированной нацистами Украины, он получил информацию об операции от штурмбаннфюрера СС Ханса Ульриха фон Ортеля, который описывался как «болтливый» и «пьющий»:164.
Девятнадцатилетний советский разведчик Геворк Вартанян, под руководством резидента НКГБ в Иране Ивана Агаянца, собрал небольшую группу агентов в Тегеране, где его отец, тоже разведчик, выдавал себя за богатого торговца. Группа Вартаняна обнаружила первую группу из шести немецких радистов, высадившуюся с парашютом возле Кума (в 70 километрах от Тегерана), и последовала за ними в Тегеран, где немецкая сеть предоставила им виллу. Группа Вартаняна установила, что немцы поддерживали контакт с Берлином по радио, и записала их переговоры; при расшифровке стало ясно, что они планировали высадить вторую группу под руководством Скорцени для самого покушения. Скорцени уже посещал Тегеран для разведки и находился под наблюдением группы Вартаняна.
После этого все немецкие контакты были перехвачены советской и британской разведкой. Один из немцев передал условный сигнал провала, и операция была отменена. Сам Скорцени считал количество разведданных из Тегерана недостаточным и не верил, что сложная схема могла бы сработать.

В 1964 году проживавший в Мадриде бывший начальник секретной службы СС Отто Скорцени в беседе с корреспондентом парижской газеты «Экспресс» заявил, в частности, следующее:

«Из всех забавных историй, которые рассказывают обо мне, самые забавные — это те, что написаны историками. Они утверждают, что я должен был со своей командой похитить Рузвельта во время Ялтинской конференции. Это глупость: никогда мне Гитлер не приказывал этого. Сейчас я вам скажу правду по поводу этой истории: в действительности Гитлер приказал мне похитить Рузвельта во время предыдущей конференции — той, что проходила в Тегеране. Но… Из-за различных причин это дело не удалось обделать с достаточным успехом».— Советская разведка сорвала «Длинный прыжок» Гитлера
Вартанян был награждён «Золотой Звездой» Героя Советского Союза в 1984 году за службу во время Второй мировой войны и холодной войны.

## Версии
После войны французский журналист Ласло Хавас написал книгу об операции под названием «Длинный прыжок», где подтвердил срыв советской разведкой немецкого плана.
Павел Судоплатов в своих мемуарах приводит подробности вербовки Кузнецовым немецкого офицера Остера. Согласно Судоплатову, тренировки немецких диверсантов проходили в предгорьях Карпат, где действовала группа разведчика Кузнецова, работавшего под видом старшего лейтенанта вермахта. Остер, задолжав Кузнецову, предложил расплатиться с ним иранскими коврами, которые собирался привезти из деловой поездки в Тегеран, что позволило предположить о предстоящем покушении во время Тегеранской конференции.
Военный историк Руперт Алласон, пишущий под псевдонимом Найджел Вест, дает следующую трактовку событий. После ареста в августе 1943 года немецкого резидента Франца Майера, в Иране сохранились только остатки немецкой шпионской сети. Между 22 и 27 ноября в район Кума были выброшены шесть групп парашютистов, под командованием Рудольфа фон Холтен-Пфлуга (Rudolf von Holten-Pflug), и ещё восемь групп в составе 60 человек под командованием Владимира Шкварева (Vladimir Shkvarev) в район Казвина. Группа Шкварева была быстро арестована НКВД. Остальные разместились у агентов СД Лотара Шолхорна (Lothar Schollhorn) и Уинфреда Оберга (Winifred Oberg), не подозревающих, что их выдал Майер. Сталин предложил Рузвельту и Черчиллю оставаться в советском посольстве в Тегеране, однако Рузвельт настаивал на проживании в американском посольстве на другом конце города. Планировавшиеся немецкими диверсантами засады на путях перемещения лидеров Тройки сорвались из-за ареста в ночь на 30 ноября британцами Холтен-Пфлуга и его товарищей. 2 декабря были арестованы ещё шесть немецких агентов, выданных двойным агентом Эрнстом Мерсером (Ernst Merser).
Некоторыми историками была высказана версия, что операция «Длинный прыжок» является мистификацией НКВД. Донал О’Салливан (Donal O’Sullivan) отмечает, что лидеры союзников чувствовали себя в Тегеране в безопасности, и даже совершали прогулки по городу. Также О’Салливан замечает, что если таковые планы и существовали, то никогда не достигали практической реализации. По его мнению немецкая разведка в Тегеране была разгромлена до конференции и не представляла угрозы. Отто Скорцени в своих мемуарах также отрицал существование такого плана.
Мирон Резун, в свою очередь, полагает, что операция «Длинный прыжок» не могла быть частью советской кампании дезинформации. Резун отмечает, что это не единственная планировавшаяся дерзкая операция немецких коммандос. В качестве аргументов за существование операции Резун приводит признание Рузвельта, о том что Сталин лично сообщил ему о готовящемся покушении, и дневник Александра Кадогана, замминистра Великобритании, где он говорит о сообщении ему русскими о плане убить лидеров стран Большой тройки. По мнению Резуна, в Германии некоторые исследователи и журналисты отрицают существование плана операции, обвиняя Ласло Хаваса в том, что он поверил советской дезинформации. В качестве примера Резун приводит известного специалиста по истории Третьего рейха, автора наиболее полной биографии Вильгельма Канариса, Хайнца Хёне, который в статье в журнале «Шпигель» отрицал наличие немецкого плана. Резун отмечает, что в этой статье Хёне удивительным образом умолчал о посещении Тегерана Канарисом накануне нападения немцев на СССР.

## В массовой культуре
История событий отражена в советском художественном фильме «Тегеран-43» (весьма вольным образом,который вероятно  далёк от реальности), в российских документальных фильмах «Операция „Эврика“ или Тегеранское застолье» и «Поединки. Правдивая история. Тегеран-43». События также описаны в книге «Тегеран-43» Валентина Бережкова.